# Clemens Stroetmann
Clemens Johannes Stroetmann (* 10. Mai 1946 in Hildesheim) ist ein deutscher Rechtsanwalt. Von 1987 bis 1995 war er Staatssekretär im Bundesministerium für Umwelt, Naturschutz und Reaktorsicherheit. Er ist Geschäftsführer der Stiftung „Initiative Mehrweg“.

## Leben
Clemens Stroetmann studierte Rechtswissenschaften an der Georg-August-Universität Göttingen. 1975 erhielt er die Zulassung als Rechtsanwalt. 1976 trat er als Beamter in den Staatsdienst. Von 1985 bis 1987 war er Vizepräsident des Bundesgesundheitsamtes in Berlin. 1987 wurde er beamteter Staatssekretär im neu geschaffenen Bundesministerium für Umwelt, Naturschutz und Reaktorsicherheit unter Minister Klaus Töpfer und Angela Merkel. Er war erster Präsident des Exekutivkomitees der Europäischen Umweltagentur in Kopenhagen sowie Präsident des EECONET Action Fund (EAF).
Merkel entließ Stroetmann als Staatssekretär 1995 wegen unüberbrückbarer Differenzen. Nach seinem Ausscheiden aus dem Amt war er von 1995 bis 1999 Sprecher der Geschäftsführung ARCADIS Grebner Beteiligungsgesellschaft mbH in Mainz. Er beantragte 1995 seine Wiederzulassung als Rechtsanwalt und ist zudem Geschäftsführer der Stiftung Initiative Mehrweg, Geschäftsführender Gesellschafter der C HOCH 4 GmbH sowie Vorstandsvorsitzender der Initiative Pro Windkraft.
Stroetmann trat im Jahre 2001 als Kandidat der CDU zur Oberbürgermeisterwahl in der Landeshauptstadt Hannover an. Auf Druck der CDU gab er kurz vor der Wahl seine Kandidatur auf.
Stroetmann ist Mitglied des „Lazarus-Ordens“ und seit dem Herbst 2021 Großbailli der Großballei Deutschland. Er ist Vorsteher der Deutschen Lazarus Stiftung und ist unter anderem Kuratoriumsmitglied der Stiftung Hilfswerk Deutscher Zahnärzte sowie der Deutschen Otter Stiftung. Er ist Teilnehmer des Gesprächskreises Ökologische Wende des Bergedorfer Gesprächskreises.
Clemens Stroetmann ist Mitglied der katholischen Studentenverbindungen KDStV Sugambria (Jena) Göttingen (seit 1968) und KDStV Ascania Bonn, beide im CV.

## Schriften (Auswahl)
- Was bleibt? Aus dem Leben eines Politikers / mit Zeichnungen von A. Vietz, Teil 2, Köln: Bundesanzeiger-Verlag, 2000, ISBN 3-88784-986-8